# Toby Johnson
Edwin Clark “Toby” Johnson (* 4. August 1945 in San Antonio, Texas) ist ein US-amerikanischer Autor.

## Leben
Johnson besuchte in seiner Kindheit in Texas eine katholisch geführte Schule. Nach seiner Schulzeit trat er in den Orden der Marianisten ein und wechselte dann in den Orden der Serviten. Er begann ein Theologiestudium an der Catholic Theological Union. 1969 war Johnson am Metropolitan State Psychiatric Hospital in Los Angeles tätig, wo er in jenem Jahr sein Coming Out als homosexueller Mann hatte. In jener Zeit begann er schriftstellerisch tätig zu werden und schrieb sein erstes Buch The Myth of the Great Secret.
1970 verließ Johnson das theologische Seminar und zog nach San Francisco, wo er in den folgenden Jahren lebte. Dort begann er ein Studium am California Institute of Asian Studies (später umbenannt in California Institute of Integral Studies), wo er in vergleichender Religionswissenschaft graduierte und einen Doktor in Beratender Psychologie erhielt. Johnson lernte den Autor Joseph Campbell kennen. Auch begann er in San Francisco als Psychotherapeut tätig zu werden. Gemeinsam mit Toby Marotta schrieb er die Bücher The Politics of Homosexuality und Sons of Harvard. Gay Men in the Class of '67.
1981 kehrte Johnson in seine Geburtsstadt San Antonio zurück, wo er als Psychotherapeut arbeitete und in der Organisation San Antonio Gay Alliance tätig war. Gemeinsam mit seinem Lebensgefährten Kip Dollar organisierte er Gay-Pride-Feste in San Antonio, und sie betrieben von 1988 bis 1994 die Buchhandlung Liberty Books in Austin, Texas. In den folgenden Jahren schrieb Johnson weitere Bücher, die sich mit LGBT-Themen und Spiritualität beschäftigten.

## Auszeichnungen
- 1991: Lambda Literary Award für Secret Matter
- 2001: Lambda Literary Award für Gay Spirituality: The Role of Gay Identity in the Transformation of Human Consciousness

## Bibliografie
- The Myth of the Great Secret. A Search for Spiritual Meaning in the Face of Emptiness (1981, 2. Aufl. als The Myth of the Great Secret: An Appreciation of Joseph Campbell, 1991)
- In Search of God in the Sexual Underworld (1983)
- The Myth of the Great Secret: A Search for Spiritual Meaning in the Face of Emptiness (1981)
- Two Spirits: A Story of Life With the Navajo (2006)
- Plague: A Novel about Healing (1987)
- Secret Matter (1990, Science-Fiction[1])
- Getting Life in Perspective (1991)
- Gay Spirituality: The Role of Gay Identity in the Transformation of Human Consciousness (2000)
- Gay Perspective: Things Our Homosexuality Tells Us about the Nature of God and the Universe (2003)